# Brześć Kujawski
Brześć Kujawski é um município da Polônia, na voivodia da Cujávia-Pomerânia e no condado de Włocławski. Estende-se por uma área de 7,04 km², com 4 659 habitantes, segundo os censos de 2019, com uma densidade de 662 hab/km².

## História
Por volta dos séculos XI e XII surgiu um povoado no lugar que é hoje Brześć Kujawski. O primeiro documento que menciona a cidade é de 23 de abril de 1228. Ela recebeu o privilégio de cidade em 1250. Em 1236 a cidade se tornou a sede de um ducado. Em 1260 deve ter nascido na cidade o futuro rei polonês Wladyslaw I.
Em 1332 a cidade e toda a região da Kuyavia foi conquistada pelos Cavaleiros Teutônicos, até que o Rei Casimiro III firmou o Tratado de Kalisz, em 1343, terminando com a guerra aberta entre os Cavaleiros Teutônicos e a Polônia. Os Cavaleiros devolveram para a Polônia a região da Kuyavia e a Terra de Dobrzyń, mas ficaram com a Terra de Chełmno e a Pomerelia.
Em 1793, após a segunda partição da Polônia, a cidade passou a fazer parte da Prússia. Com a criação do Ducado de Varsóvia, Brześć Kujawski passou a fazer parte dele em 1807 e em 1815 a pertencer à Polônia do Congresso na união pessoal com o Império Russo. A partir de 1918 a cidade tornou-se parte da Polônia com a recuperação da independência polonesa. Em setembro de 1939 o Wehrmacht ocupou a cidade e em 1945 o Exército Vermelho a libertou e Brześć Kujawski voltou a ser parte da Polônia.

### Construções
- Construção do Mosteiro Dominicano a partir da segunda metade do século XIV.
- A Igreja de São Estanislau de 1332.
- O edifício da Prefeitura de 1824.
- As ruínas da muralha da cidade de 1306.

### Transportes
A cidade é cortada pela rodovia que liga Strzelno a Włocławek. O aeroporto internacional mais próximo é o Aeroporto Łódź-Lublinek, que está localizado a cerca de 100 quilômetros ao sul da cidade.